# Lijst van onroerend erfgoed in Desteldonk
Een overzicht van het onroerend erfgoed in Desteldonk. Het onroerend erfgoed maakt deel uit van het cultureel erfgoed in België.
| Object                                                       | Erfgoedstatus? | Bouwjaar of architect | Deelgemeente | Adres                    | Coördinaten                  | Nummer? | Afbeelding                                                   |
| ------------------------------------------------------------ | -------------- | --------------------- | ------------ | ------------------------ | ---------------------------- | ------- | ------------------------------------------------------------ |
| Huizenblok met drie dorpswoningen                            |                |                       | Desteldonk   | Busstraat 19, 23         | 51° 7' 50" NB, 3° 49' 12" OL | 26226   | Huizenblok met drie dorpswoningen                            |
| Parochiekerk Onze-Lieve-Vrouw Geboorten en Heilige Cyprianus | orgel          |                       | Desteldonk   | Desteldonkdorp           | 51° 7' 20" NB, 3° 46' 52" OL | 26227   | Parochiekerk Onze-Lieve-Vrouw Geboorten en Heilige Cyprianus |
| Boerenburgerhuis                                             |                |                       | Desteldonk   | Desteldonkdorp 1         | 51° 7' 19" NB, 3° 46' 47" OL | 26228   | Boerenburgerhuis                                             |
| Dorpswoning                                                  |                |                       | Desteldonk   | Desteldonkdorp 5         | 51° 7' 19" NB, 3° 46' 49" OL | 26229   | Dorpswoning                                                  |
| Dorpswoning                                                  |                |                       | Desteldonk   | Desteldonkdorp 17        | 51° 7' 18" NB, 3° 46' 53" OL | 26230   | Dorpswoning                                                  |
| Pastorie Onze-Lieve-Vrouw Geboorteparochie                   |                |                       | Desteldonk   | Desteldonkdorp 26        | 51° 7' 21" NB, 3° 46' 56" OL | 26231   | Pastorie Onze-Lieve-Vrouw Geboorteparochie                   |
| Omwalde hoeve                                                |                |                       | Desteldonk   | Lichterveldestraat 2     | 51° 7' 20" NB, 3° 46' 43" OL | 26235   | Omwalde hoeve                                                |
| Pijlerkapel                                                  |                |                       | Desteldonk   | Lindestraat              | 51° 7' 31" NB, 3° 48' 21" OL | 26237   | Pijlerkapel                                                  |
| Hoeve met losse bestanddelen                                 |                |                       | Desteldonk   | Lindestraat 65           | 51° 7' 27" NB, 3° 48' 50" OL | 26238   | Hoeve met losse bestanddelen                                 |
| Kapel                                                        |                |                       | Desteldonk   | Moleneinde               | 51° 7' 20" NB, 3° 47' 59" OL | 26239   | Kapel                                                        |
| Dorpswoning                                                  |                |                       | Desteldonk   | Moleneinde 9             | 51° 7' 18" NB, 3° 47' 53" OL | 26240   | Dorpswoning                                                  |
| Gemeentehuis Desteldonk                                      | Monument       | 1884 Pierre Langerock | Desteldonk   | Moleneinde 14-16         | 51° 7' 20" NB, 3° 47' 53" OL | 26241   | Gemeentehuis Desteldonk                                      |
| Maalderij- en molensite Van Hecke                            |                |                       | Desteldonk   | Nokerstraat 48-50, z.nr. | 51° 7' 5" NB, 3° 47' 55" OL  | 26242   | Maalderij- en molensite Van Hecke                            |
| Hoeve met losse bestanddelen                                 |                |                       | Desteldonk   | Rostijnestraat 4         | 51° 6' 32" NB, 3° 47' 14" OL | 26247   | Hoeve met losse bestanddelen                                 |
| Hoeve                                                        |                |                       | Desteldonk   | Rostijnestraat 8-10      | 51° 6' 31" NB, 3° 47' 19" OL | 26248   | Hoeve                                                        |

Gent sensu stricto, alfabetisch op straatnaam: A · B · Bu · C · D · E · F · G · H · I · J · K · Ka · Ko · L · M · N · O · P · Q · R · S · Sint · T · UV · W · XYZ

Overige deelgemeenten: Afsnee · Drongen · Desteldonk · Gentbrugge · Ledeberg · Mariakerke · Mendonk · Oostakker · Sint-Amandsberg · Sint-Denijs-Westrem · Sint-Kruis-Winkel · Wondelgem · Zwijnaarde

Lijst van onroerend erfgoed in Oost-Vlaanderen